# Championnat de France de rugby à XV de 1re division fédérale 2009-2010
Navigation
Fédérale 1 2008-2009 Fédérale 1 2010-2011
Pour un article plus général, voir Championnat de France de rugby à XV de 1re division fédérale.
Le Championnat de France de 1re division fédérale 2009-2010 voit s'affronter 48 équipes parmi lesquelles deux seront promues en Pro D2 et douze seront reléguées en Fédérale 2.

Le 7 novembre 2009, le CASE Loire sud rugby de Saint-Étienne décide de recevoir  Béziers au Stade Roger-Baudras d'Andrézieux-Bouthéon. Pour l'occasion, le stade est plein (~3 000 spectateurs) et les caméras d'Eurosport retransmettent en direct la rencontre, une première pour un match de Fédérale 1.

## Formule
Ce championnat débute par une phase préliminaire regroupant 48 équipes dans 6 poules. Elle est suivie par deux compétitions distinctes :
- la première (play-offs), appelée « Trophée Jean Prat » depuis 2005, permet de désigner le champion ainsi que l’autre équipe appelée à monter en Pro D2;
- la deuxième (play-downs), continuant sous le nom de « Championnat de France de 1re division fédérale », permet de désigner les 12 équipes qui seront reléguées en Fédérale 2 et celles qui se maintiendront en Fédérale 1.
- À compter de la saison 2007-2008, des points de bonus seront attribués comme en Top 14 et en Pro D2 aux équipes marquant au moins trois essais de plus que leurs adversaires et à celles s’inclinant de moins de 8 points.

- Afin d’augmenter la qualité des clubs engagés, la Fédération pourra octroyer, à l’issue de la phase préliminaire, 1 à 3 points supplémentaires aux clubs répondant à au moins quatre critères parmi les dix suivants : 
  1. Limitation des mutations (3 points)
  2. Formation des arbitres (3 points)
  3. École de rugby labellisée (3 points)
  4. Participation aux compétitions de jeunes (3 points)
  5. Formation de l’encadrement technique (2 points)
  6. Formation à la sécurité des joueurs (2 points)
  7. Centre de formation labellisé (1 point)
  8. Formation de l’équipe technique (1 point)
  9. Possession d’un local antidopage (1 point)
  10. Infrastructure du club (1 point)

  - Club totalisant entre 10 et 15 points : 1 point de bonus
  - Club totalisant entre 16 et 18 points : 2 point de bonus
  - Club totalisant entre 19 et 20 points : 3 point de bonus

- Si un homme du banc est pris en flagrant délit envers l’arbitre ou autre, il y aura pénalité aux 22 m face aux poteaux, et le joueur en question sera exclu du banc.

### Phase préliminaire
48 équipes réparties en 6 poules de 8. Chaque équipe rencontre les 7 autres équipes de la poule en matches aller/retour - soit 14 rencontres par équipe.
À l'issue de la phase préliminaire: 
- les 4 équipes les mieux classées dans chaque poule sont qualifiées pour le Trophée Jean Prat (play-offs) - soit 24 équipes.
- les 4 autres équipes poursuivent le championnat de 1re division fédérale et jouent la deuxième phase  (play-downs) de celui-ci - soit 24 équipes.

### Deuxième phase
Cette partie du championnat est réservée aux 24 clubs finissant entre la 5e et 8e places de chaque poule durant la phase préliminaire.
Ces 24 clubs sont répartis en 6 poules de 4 ne s’étant pas rencontrées pendant la première  phase (chaque poule comprendra un 5e, un 6e, un 7e et un 8e) et se rencontrent en matches aller/retour sachant que les points marqués et les suspensions obtenues durant la phase préliminaire sont conservés.
À l'issue de cette phase:
- les 2 premiers de chaque poule - soit 12 équipes - se qualifient pour une phase finale, dont le vainqueur de celle-ci remporte un titre honorifique de champion de France, mais n'est pas promu au niveau supérieur.
- les 2 derniers de chaque poule - soit 12 équipes - sont relégués en Fédérale 2.

### Trophée Jean Prat
Cette partie du championnat est réservée aux 24 clubs finissant entre la 1re et 4e places de chaque poule durant la phase préliminaire. Ces 24 clubs sont répartis en 6 poules de 4 et se rencontrent en matches aller/retour sachant que les points marqués et les suspensions obtenues durant la phase préliminaire ne sont pas conservés.
À l'issue de cette phase:
- les 2 premiers de chaque poule - soit 12 équipes - se qualifient pour les 1⁄4 de la phase finale du trophée,

sachant que:
- - les 4 meilleurs premiers sont qualifiés automatiquement pour les 1⁄4 de finale.
  - les 2 autres premiers et les 6 deuxièmes se rencontrent en barrages pour l'attribution des 4 autres places pour les 1⁄4 de finale - soit 4 matches sur terrain neutre.
- les 1⁄4 de finale ont lieu en matches aller/retour.
- les 1⁄2 de finale ont lieu en matches aller/retour.
- les vainqueurs des 1⁄2 sont promus en Pro D2 et se qualifient pour la finale.
- les perdants des 1⁄2 jouent une "petite finale"
- au total 2 équipes sont promues en Pro D2.

## Saison régulière

### Poule 1
| Club                     | Ville                  | Saison 2008-2009 | Site officiel |
| ------------------------ | ---------------------- | ---------------- | ------------- |
| AC Bobigny               | Bobigny                |                  | Site officiel |
| Limoges rugby            | Limoges                |                  | Site officiel |
| Stade niortais rugby     | Niort                  |                  | Site officiel |
| RC Orléans               | Orléans                |                  | Site officiel |
| Stade poitevin           | Poitiers               | Promu            | Site officiel |
| Sporting nazairien rugby | Saint-Nazaire          |                  | Site officiel |
| Saint Médard RC          | Saint-Médard-en-Jalles | Promu            | -             |
| RC Vannes                | Vannes                 |                  | Site officiel |

| Rang | Club               | J  | V  | N | D  | Bo | Bd | Pm  | Pe  | Diff | Pts |
| ---- | ------------------ | -- | -- | - | -- | -- | -- | --- | --- | ---- | --- |
| 1    | Limoges            | 14 | 12 | 0 | 2  | 2  | 2  | 330 | 217 | +113 | 52  |
| 2    | Sporting nazairien | 14 | 9  | 1 | 4  | 1  | 3  | 280 | 220 | +60  | 42  |
| 3    | RC vannetais       | 14 | 7  | 1 | 6  | 1  | 5  | 231 | 190 | +41  | 36  |
| 4    | AC Bobigny         | 14 | 7  | 1 | 6  | 0  | 4  | 199 | 190 | +9   | 34  |
| 5    | RC Orléans         | 14 | 5  | 2 | 7  | 2  | 5  | 183 | 165 | +18  | 31  |
| 6    | Stade niortais     | 14 | 6  | 0 | 8  | 1  | 5  | 242 | 237 | +5   | 30  |
| 7    | Saint Médard RC    | 14 | 6  | 0 | 8  | 0  | 3  | 206 | 241 | -35  | 28  |
| 8    | Stade poitevin     | 14 | 1  | 1 | 12 | 0  | 4  | 106 | 317 | -211 | 8   |

|  | Qualifiés pour le Trophée Jean-Prat (no 1, no 2, no 3, no 4). |
|  | Qualifiés pour les Play-down (no 5, no 6, no 7, no 8). |
|  | V : Victoires • N : Matches Nuls • D : Défaites • BO : Bonus offensifs • BD : Bonus défensifs • PP : Points Pour (marqués) • PC : Points Contre (encaissés) • Diff : Différence de points |

### Poule 2
| Club                       | Ville            | Saison 2008-2009 | Site officiel |
| -------------------------- | ---------------- | ---------------- | ------------- |
| US Bressane                | Bourg-en-Bresse  | Relégué          | Site officiel |
| US Tours                   | Tours            | Promu            | Site officiel |
| RC Chalon                  | Chalon-sur-Saône |                  | Site officiel |
| Rugby Épernay Champagne    | Épernay          | Promu            | Site officiel |
| Lille Métropole rugby club | Lille            |                  | Site officiel |
| Stade dijonnais            | Longvic          |                  | Site officiel |
| Rugby club Massy Essonne   | Massy            |                  | Site officiel |
| Montluçon Rugby            | Montluçon        |                  | Site officiel |

| Rang | Club               | J  | V  | N | D  | Bo | Bd | Pm  | Pe  | Diff | Pts |
| ---- | ------------------ | -- | -- | - | -- | -- | -- | --- | --- | ---- | --- |
| 1    | RC chalonnais      | 14 | 11 | 0 | 3  | 5  | 3  | 393 | 148 | +245 | 52  |
| 2    | US Bressane        | 14 | 10 | 1 | 3  | 5  | 3  | 350 | 158 | +192 | 50  |
| 3    | RC Massy           | 14 | 9  | 0 | 5  | 3  | 2  | 287 | 249 | +38  | 41  |
| 4    | Montluçon          | 14 | 7  | 2 | 5  | 2  | 2  | 314 | 220 | +94  | 36  |
| 5    | Stade dijonnais    | 14 | 6  | 2 | 6  | 2  | 1  | 237 | 270 | -33  | 31  |
| 6    | Lille Métropole RC | 14 | 5  | 1 | 8  | 1  | 5  | 219 | 227 | -8   | 28  |
| 7    | US Tours           | 14 | 5  | 0 | 9  | 1  | 4  | 200 | 274 | -74  | 25  |
| 8    | Épernay            | 14 | 0  | 0 | 14 | 0  | 2  | 135 | 589 | -454 | 2   |

|  | Qualifiés pour le Trophée Jean-Prat (no 1, no 2, no 3, no 4). |
|  | Qualifiés pour les Play-down (no 5, no 6, no 7, no 8). |
|  | V : Victoires • N : Matches Nuls • D : Défaites • BO : Bonus offensifs • BD : Bonus défensifs • PP : Points Pour (marqués) • PC : Points Contre (encaissés) • Diff : Différence de points |

### Poule 3
| Club                         | Ville            | Saison 2008-2009 | Site officiel |
| ---------------------------- | ---------------- | ---------------- | ------------- |
| Avenir sportif de Bédarrides | Bédarrides       |                  | Site officiel |
| AS Béziers                   | Béziers          | Relégué          | Site officiel |
| RC Châteaurenard             | Châteaurenard    |                  | Site officiel |
| ES Monteux                   | Monteux          | Promu            | Site officiel |
| Rugby Nice Côte d'Azur       | Nice             |                  | Site officiel |
| US Romans                    | Romans-sur-Isère |                  | Site officiel |
| CASE Loire sud rugby         | Saint-Étienne    | Promu            | Site officiel |
| AS Tournefeuille             | Tournefeuille    | Promu            | Site officiel |

| Rang | Club                   | J  | V  | N | D  | Bo | Bd | Pm  | Pe  | Diff | Pts |
| ---- | ---------------------- | -- | -- | - | -- | -- | -- | --- | --- | ---- | --- |
| 1    | AS Béziers             | 14 | 11 | 0 | 3  | 6  | 2  | 396 | 168 | +228 | 52  |
| 2    | Rugby Nice Côte d'Azur | 14 | 10 | 0 | 4  | 5  | 3  | 345 | 195 | +150 | 48  |
| 3    | RC Châteaurenard       | 14 | 9  | 0 | 5  | 0  | 1  | 270 | 276 | -6   | 37  |
| 4    | CA Saint-Étienne       | 14 | 8  | 0 | 6  | 2  | 1  | 272 | 265 | +7   | 35  |
| 5    | US Romans Péage        | 14 | 7  | 0 | 7  | 1  | 3  | 263 | 249 | +14  | 32  |
| 6    | AS Tournefeuille       | 14 | 4  | 1 | 9  | 1  | 4  | 231 | 304 | -73  | 23  |
| 7    | ES Monteux             | 14 | 4  | 1 | 9  | 0  | 2  | 183 | 312 | -129 | 20  |
| 8    | AS Bédarrides          | 14 | 2  | 0 | 12 | 1  | 2  | 222 | 413 | -191 | 11  |

|  | Qualifiés pour le Trophée Jean-Prat (no 1, no 2, no 3, no 4). |
|  | Qualifiés pour les Play-down (no 5, no 6, no 7, no 8). |
|  | V : Victoires • N : Matches Nuls • D : Défaites • BO : Bonus offensifs • BD : Bonus défensifs • PP : Points Pour (marqués) • PC : Points Contre (encaissés) • Diff : Différence de points |

### Poule 4
| Club                      | Ville            | Saison 2008-2009 | Site officiel |
| ------------------------- | ---------------- | ---------------- | ------------- |
| RC Aubenas                | Aubenas          |                  | Site officiel |
| US Carcassonne            | Carcassonne      |                  | Site officiel |
| Avenir castanéen rugby    | Castanet-Tolosan | Promu            | Site officiel |
| SO Chambéry               | Chambéry         | Promu            | Site officiel |
| Marseille Vitrolles rugby | Marseille        |                  | Site officiel |
| SC Mazamet                | Mazamet          | Promu            | Site officiel |
| Union sportive Montmélian | Montmélian       |                  | Site officiel |
| US La Seyne               | La Seyne-sur-Mer |                  | Site officiel |

| Rang | Club                | J  | V  | N | D  | Bo | Bd | Pm  | Pe  | Diff | Pts |
| ---- | ------------------- | -- | -- | - | -- | -- | -- | --- | --- | ---- | --- |
| 1    | US carcassonnaise   | 14 | 12 | 0 | 2  | 5  | 1  | 408 | 244 | +164 | 54  |
| 2    | Marseille-Vitrolles | 14 | 9  | 0 | 5  | 4  | 4  | 399 | 229 | +170 | 44  |
| 3    | Avenir castanéen    | 14 | 9  | 0 | 5  | 2  | 2  | 313 | 238 | +75  | 40  |
| 4    | RC Aubenas          | 14 | 8  | 0 | 6  | 2  | 2  | 300 | 259 | +41  | 36  |
| 5    | US seynoise         | 14 | 7  | 0 | 7  | 2  | 4  | 324 | 301 | +23  | 34  |
| 6    | SO chambérien       | 14 | 4  | 1 | 9  | 0  | 3  | 189 | 337 | -148 | 21  |
| 7    | SC mazamétain       | 14 | 3  | 2 | 9  | 0  | 3  | 194 | 303 | -109 | 19  |
| 8    | US Montmélian       | 14 | 2  | 1 | 11 | 0  | 2  | 239 | 455 | -216 | 12  |

|  | Qualifiés pour le Trophée Jean-Prat (no 1, no 2, no 3, no 4). |
|  | Qualifiés pour les Play-down (no 5, no 6, no 7, no 8). |
|  | V : Victoires • N : Matches Nuls • D : Défaites • BO : Bonus offensifs • BD : Bonus défensifs • PP : Points Pour (marqués) • PC : Points Contre (encaissés) • Diff : Différence de points |

### Poule 5
| Club                         | Ville                    | Saison 2008-2009 | Site officiel |
| ---------------------------- | ------------------------ | ---------------- | ------------- |
| Cahors rugby                 | Cahors                   |                  | Site officiel |
| AS Lavaur                    | Lavaur                   |                  | Site officiel |
| UR Marmande Casteljaloux     | Marmande et Casteljaloux |                  | Site officiel |
| Sport athlétique mauléonais  | Mauléon                  |                  | Site officiel |
| Union sportive Morlaàs rugby | Morlaàs                  |                  | Site officiel |
| US Orthez                    | Orthez                   | Promu            |               |
| Saint-Jean-de-Luz OR         | Saint-Jean-de-Luz        |                  | Site officiel |
| Avenir valencien             | Valence-d'Agen           |                  | Site officiel |

| Rang | Club                     | J  | V  | N | D | Bo | Bd | Pm  | Pe  | Diff | Pts |
| ---- | ------------------------ | -- | -- | - | - | -- | -- | --- | --- | ---- | --- |
| 1    | UR Marmande Casteljaloux | 14 | 10 | 0 | 4 | 4  | 2  | 289 | 203 | +86  | 46  |
| 2    | Avenir valencien         | 14 | 10 | 0 | 4 | 3  | 4  | 336 | 184 | +152 | 45  |
| 3    | AS vauréenne             | 14 | 7  | 2 | 5 | 0  | 3  | 196 | 204 | -8   | 35  |
| 4    | Cahors                   | 14 | 6  | 0 | 8 | 1  | 6  | 238 | 247 | -9   | 31  |
| 5    | US Orthez                | 14 | 6  | 1 | 7 | 0  | 4  | 224 | 276 | -52  | 30  |
| 6    | Saint-Jean-de-Luz        | 14 | 5  | 2 | 7 | 0  | 6  | 214 | 215 | -1   | 30  |
| 7    | US Morlaàs               | 14 | 5  | 0 | 9 | 0  | 4  | 191 | 273 | -82  | 24  |
| 8    | SA mauléonais            | 14 | 4  | 1 | 9 | 0  | 4  | 179 | 265 | -86  | 22  |

|  | Qualifiés pour le Trophée Jean-Prat (no 1, no 2, no 3, no 4). |
|  | Qualifiés pour les Play-down (no 5, no 6, no 7, no 8). |
|  | V : Victoires • N : Matches Nuls • D : Défaites • BO : Bonus offensifs • BD : Bonus défensifs • PP : Points Pour (marqués) • PC : Points Contre (encaissés) • Diff : Différence de points |

### Poule 6
| Club                | Ville                    | Saison 2008-2009 | Site officiel |
| ------------------- | ------------------------ | ---------------- | ------------- |
| Bugue Athletic Club | Le Bugue                 |                  | Site officiel |
| SC Graulhet         | Graulhet                 |                  | Site officiel |
| Stade langonnais    | Langon                   |                  | Site officiel |
| FC Lourdes          | Lourdes                  |                  | Site officiel |
| FC Oloron           | Oloron-Sainte-Marie      |                  | Site officiel |
| Vallée du Girou     | Pechbonnieu              | Promu            | Site officiel |
| CA Périgueux        | Périgueux                |                  | Site officiel |
| Tyrosse RCS         | Saint-Vincent-de-Tyrosse |                  | Site officiel |

| Rang | Club             | J  | V  | N | D  | Bo | Bd | Pm  | Pe  | Diff | Pts |
| ---- | ---------------- | -- | -- | - | -- | -- | -- | --- | --- | ---- | --- |
| 1    | US Tyrosse       | 14 | 13 | 0 | 1  | 2  | 1  | 356 | 164 | +192 | 55  |
| 2    | CA Périgueux     | 14 | 9  | 0 | 5  | 2  | 4  | 304 | 184 | +120 | 42  |
| 3    | Stade langonnais | 14 | 7  | 0 | 7  | 2  | 4  | 256 | 236 | +20  | 34  |
| 4    | SC graulhetois   | 14 | 7  | 0 | 7  | 1  | 5  | 238 | 237 | +1   | 34  |
| 5    | FC oloronais     | 14 | 7  | 0 | 7  | 0  | 4  | 237 | 259 | -22  | 32  |
| 6    | Bugue AC         | 14 | 5  | 0 | 9  | 3  | 5  | 235 | 247 | -12  | 28  |
| 7    | FC lourdais      | 14 | 6  | 0 | 8  | 0  | 3  | 176 | 241 | -65  | 27  |
| 8    | Vallée du Girou  | 14 | 2  | 0 | 12 | 0  | 4  | 144 | 378 | -234 | 12  |

|  | Qualifiés pour le Trophée Jean-Prat (no 1, no 2, no 3, no 4). |
|  | Qualifiés pour les Play-down (no 5, no 6, no 7, no 8). |
|  | V : Victoires • N : Matches Nuls • D : Défaites • BO : Bonus offensifs • BD : Bonus défensifs • PP : Points Pour (marqués) • PC : Points Contre (encaissés) • Diff : Différence de points |

## Trophée Jean-Prat

### Poule 1
| Rang | Club            | J | V | N | D | Bo | Bd | Pm  | Pe  | Diff | Pts |
| ---- | --------------- | - | - | - | - | -- | -- | --- | --- | ---- | --- |
| 1    | Bourg-en-Bresse | 6 | 6 | 0 | 0 | 2  | 0  | 138 | 54  | +84  | 26  |
| 2    | Limoges         | 6 | 4 | 0 | 2 | 3  | 1  | 169 | 88  | +81  | 20  |
| 3    | Chateaurenard   | 6 | 1 | 0 | 5 | 1  | 2  | 118 | 131 | -13  | 7   |
| 4    | Aubenas         | 6 | 1 | 0 | 5 | 0  | 0  | 89  | 241 | -152 | 4   |

|  | Qualifiés pour la phase finale (no 1, no 2). |
|  | V : Victoires • N : Matches Nuls • D : Défaites • BO : Bonus offensifs • BD : Bonus défensifs • PP : Points Pour (marqués) • PC : Points Contre (encaissés) • Diff : Différence de points |

### Poule 2
| Rang | Club                   | J | V | N | D | Bo | Bd | Pm  | Pe  | Diff | Pts |
| ---- | ---------------------- | - | - | - | - | -- | -- | --- | --- | ---- | --- |
| 1    | Chalon-sur-Saône       | 6 | 6 | 0 | 0 | 4  | 0  | 197 | 109 | +88  | 28  |
| 2    | Rugby Nice Côte d'Azur | 6 | 4 | 0 | 2 | 1  | 0  | 159 | 135 | +24  | 17  |
| 3    | Castanet               | 6 | 2 | 0 | 4 | 0  | 2  | 132 | 136 | -4   | 10  |
| 4    | Cahors                 | 6 | 0 | 0 | 6 | 0  | 1  | 88  | 196 | -108 | 1   |

|  | Qualifiés pour la phase finale (no 1, no 2). |
|  | V : Victoires • N : Matches Nuls • D : Défaites • BO : Bonus offensifs • BD : Bonus défensifs • PP : Points Pour (marqués) • PC : Points Contre (encaissés) • Diff : Différence de points |

### Poule 3
| Rang | Club                | J | V | N | D | Bo | Bd | Pm  | Pe  | Diff | Pts |
| ---- | ------------------- | - | - | - | - | -- | -- | --- | --- | ---- | --- |
| 1    | Béziers             | 6 | 6 | 0 | 0 | 2  | 0  | 163 | 94  | +69  | 26  |
| 2    | Graulhet            | 6 | 3 | 0 | 3 | 1  | 2  | 118 | 106 | +12  | 15  |
| 3    | Marseille-Vitrolles | 6 | 3 | 0 | 3 | 1  | 2  | 146 | 131 | +15  | 15  |
| 4    | Lavaur              | 6 | 0 | 0 | 6 | 0  | 3  | 98  | 194 | -96  | 3   |

|  | Qualifiés pour la phase finale (no 1, no 2). |
|  | V : Victoires • N : Matches Nuls • D : Défaites • BO : Bonus offensifs • BD : Bonus défensifs • PP : Points Pour (marqués) • PC : Points Contre (encaissés) • Diff : Différence de points |

### Poule 4
| Rang | Club           | J | V | N | D | Bo | Bd | Pm  | Pe  | Diff | Pts |
| ---- | -------------- | - | - | - | - | -- | -- | --- | --- | ---- | --- |
| 1    | Carcassonne    | 6 | 6 | 0 | 0 | 3  | 0  | 199 | 105 | +94  | 27  |
| 2    | Langon         | 6 | 2 | 0 | 4 | 0  | 3  | 96  | 149 | -53  | 11  |
| 3    | Valence d'Agen | 6 | 2 | 0 | 4 | 1  | 2  | 136 | 138 | -2   | 11  |
| 4    | Bobigny        | 6 | 2 | 0 | 4 | 0  | 2  | 122 | 161 | -39  | 10  |

|  | Qualifiés pour la phase finale (no 1, no 2). |
|  | V : Victoires • N : Matches Nuls • D : Défaites • BO : Bonus offensifs • BD : Bonus défensifs • PP : Points Pour (marqués) • PC : Points Contre (encaissés) • Diff : Différence de points |

### Poule 5
| Rang | Club                  | J | V | N | D | Bo | Bd | Pm  | Pe  | Diff | Pts |
| ---- | --------------------- | - | - | - | - | -- | -- | --- | --- | ---- | --- |
| 1    | Périgueux             | 6 | 5 | 0 | 1 | 2  | 1  | 119 | 65  | +54  | 23  |
| 2    | Montluçon             | 6 | 2 | 1 | 3 | 1  | 3  | 109 | 86  | +23  | 14  |
| 3    | Vannes                | 6 | 3 | 0 | 3 | 0  | 1  | 81  | 106 | -25  | 13  |
| 4    | Marmande-Casteljaloux | 6 | 1 | 1 | 4 | 0  | 1  | 88  | 140 | -52  | 7   |

|  | Qualifiés pour la phase finale (no 1, no 2). |
|  | V : Victoires • N : Matches Nuls • D : Défaites • BO : Bonus offensifs • BD : Bonus défensifs • PP : Points Pour (marqués) • PC : Points Contre (encaissés) • Diff : Différence de points |

### Poule 6
| Rang | Club          | J | V | N | D | Bo | Bd | Pm  | Pe  | Diff | Pts |
| ---- | ------------- | - | - | - | - | -- | -- | --- | --- | ---- | --- |
| 1    | Tyrosse       | 6 | 6 | 0 | 0 | 3  | 0  | 158 | 60  | +98  | 27  |
| 2    | Saint-Étienne | 6 | 4 | 0 | 2 | 0  | 1  | 149 | 119 | +30  | 17  |
| 3    | Massy         | 6 | 1 | 0 | 5 | 0  | 2  | 101 | 160 | -59  | 6   |
| 4    | Saint-Nazaire | 6 | 1 | 0 | 5 | 0  | 1  | 69  | 138 | -69  | 5   |

|  | Qualifiés pour la phase finale (no 1, no 2). |
|  | V : Victoires • N : Matches Nuls • D : Défaites • BO : Bonus offensifs • BD : Bonus défensifs • PP : Points Pour (marqués) • PC : Points Contre (encaissés) • Diff : Différence de points |

### Phase finale
Les quarts de finale et demi-finales se jouent en match aller-retour. Les points marqués lors de chaque match sont séparés par une barre verticale « | ». Le vainqueur est celui qui a marqué le plus de points sur l'ensemble des deux rencontres.
|  | Huitièmes de finale    | Huitièmes de finale |               |          | Quarts de finale | Quarts de finale |  |  | Demi-finales | Demi-finales |  |  | Finale | Finale |
|  | Huitièmes de finale    | Huitièmes de finale |               |          | Quarts de finale | Quarts de finale |  |  | Demi-finales | Demi-finales |  |  | Finale | Finale |
|  |                        |                     |               |          |                  |                  |  |  |              |              |  |  |        |        |
|  |                        |                     |               |          |                  |                  |  |  |              |              |  |  |        |        |
|  |                        |                     |               |          |                  |                  |  |  |              |              |  |  |        |        |
|  | Rugby Nice Côte d'Azur | 18                  |               |          |                  |                  |  |  |              |              |  |  |        |        |
|  | Rugby Nice Côte d'Azur | 18                  |               |          |                  |                  |  |  |              |              |  |  |        |        |
|  | Saint-Étienne          | 19                  |               |          |                  |                  |  |  |              |              |  |  |        |        |
|  | Saint-Étienne          | 19                  | Saint-Étienne | 12 \| 24 |                  |                  |  |  |              |              |  |  |        |        |
|  |                        |                     | Saint-Étienne | 12 \| 24 |                  |                  |  |  |              |              |  |  |        |        |
|  |                        | Chalon-sur-Saône    | 3 \| 20       |          |                  |                  |  |  |              |              |  |  |        |        |
|  | -                      | Chalon-sur-Saône    | 3 \| 20       | -        |                  |                  |  |  |              |              |  |  |        |        |
|  | -                      |                     |               | -        |                  |                  |  |  |              |              |  |  |        |        |
|  | Chalon-sur-Saône       | -                   |               |          |                  |                  |  |  |              |              |  |  |        |        |
|  | Chalon-sur-Saône       | -                   | Saint-Étienne | 23 \| 19 |                  |                  |  |  |              |              |  |  |        |        |
|  |                        |                     | Saint-Étienne | 23 \| 19 |                  |                  |  |  |              |              |  |  |        |        |
|  |                        | Bourg-en-Bresse     | 22 \| 16      |          |                  |                  |  |  |              |              |  |  |        |        |
|  | Langon                 | Bourg-en-Bresse     | 22 \| 16      | 12       |                  |                  |  |  |              |              |  |  |        |        |
|  | Langon                 |                     |               | 12       |                  |                  |  |  |              |              |  |  |        |        |
|  | Béziers                | 26                  |               |          |                  |                  |  |  |              |              |  |  |        |        |
|  | Béziers                | 26                  | Béziers       | 12 \| 23 |                  |                  |  |  |              |              |  |  |        |        |
|  |                        |                     | Béziers       | 12 \| 23 |                  |                  |  |  |              |              |  |  |        |        |
|  |                        | Bourg-en-Bresse     | 20 \| 20      |          |                  |                  |  |  |              |              |  |  |        |        |
|  | -                      | Bourg-en-Bresse     | 20 \| 20      | -        |                  |                  |  |  |              |              |  |  |        |        |
|  | -                      |                     |               | -        |                  |                  |  |  |              |              |  |  |        |        |
|  | Bourg-en-Bresse        | -                   |               |          |                  |                  |  |  |              |              |  |  |        |        |
|  | Bourg-en-Bresse        | -                   | Saint-Étienne | 3        |                  |                  |  |  |              |              |  |  |        |        |
|  |                        |                     | Saint-Étienne | 3        |                  |                  |  |  |              |              |  |  |        |        |
|  |                        | Carcassonne         | 16            |          |                  |                  |  |  |              |              |  |  |        |        |
|  | Graulhet               | Carcassonne         | 16            | 9        |                  |                  |  |  |              |              |  |  |        |        |
|  | Graulhet               |                     |               | 9        |                  |                  |  |  |              |              |  |  |        |        |
|  | Limoges                | 11                  |               |          |                  |                  |  |  |              |              |  |  |        |        |
|  | Limoges                | 11                  | Limoges       | 20 \| 9  |                  |                  |  |  |              |              |  |  |        |        |
|  |                        |                     | Limoges       | 20 \| 9  |                  |                  |  |  |              |              |  |  |        |        |
|  |                        | Tyrosse             | 17 \| 25      |          |                  |                  |  |  |              |              |  |  |        |        |
|  | -                      | Tyrosse             | 17 \| 25      | -        |                  |                  |  |  |              |              |  |  |        |        |
|  | -                      |                     |               | -        |                  |                  |  |  |              |              |  |  |        |        |
|  | Tyrosse                | -                   |               |          |                  |                  |  |  |              |              |  |  |        |        |
|  | Tyrosse                | -                   | Tyrosse       | 15 \| 12 |                  |                  |  |  |              |              |  |  |        |        |
|  |                        |                     | Tyrosse       | 15 \| 12 |                  |                  |  |  |              |              |  |  |        |        |
|  |                        | Carcassonne         | 24 \| 24      |          |                  |                  |  |  |              |              |  |  |        |        |
|  | Montluçon              | Carcassonne         | 24 \| 24      | 7        |                  |                  |  |  |              |              |  |  |        |        |
|  | Montluçon              |                     |               | 7        |                  |                  |  |  |              |              |  |  |        |        |
|  | Périgueux              | 24                  |               |          |                  |                  |  |  |              |              |  |  |        |        |
|  | Périgueux              | 24                  | Périgueux     | 23 \| 6  |                  |                  |  |  |              |              |  |  |        |        |
|  |                        |                     | Périgueux     | 23 \| 6  |                  |                  |  |  |              |              |  |  |        |        |
|  |                        | Carcassonne         | 12 \| 34      |          |                  |                  |  |  |              |              |  |  |        |        |
|  | -                      | Carcassonne         | 12 \| 34      | -        |                  |                  |  |  |              |              |  |  |        |        |
|  | -                      |                     |               | -        |                  |                  |  |  |              |              |  |  |        |        |
|  | Carcassonne            | -                   |               |          |                  |                  |  |  |              |              |  |  |        |        |
|  | Carcassonne            | -                   |               |          |                  |                  |  |  |              |              |  |  |        |        |

## Play-Down

### Poule 1
| Rang | Club       | J  | V  | N | D  | Bo | Bd | Pm  | Pe  | Diff | Pts |
| ---- | ---------- | -- | -- | - | -- | -- | -- | --- | --- | ---- | --- |
| 1    | Orléans    | 20 | 10 | 2 | 8  | 3  | 5  | 305 | 257 | +48  | 52  |
| 2    | Lille      | 20 | 9  | 1 | 10 | 3  | 7  | 359 | 289 | +70  | 48  |
| 3    | Monteux    | 20 | 6  | 1 | 13 | 1  | 2  | 259 | 443 | -184 | 29  |
| 4    | Montmélian | 20 | 3  | 1 | 16 | 0  | 4  | 315 | 584 | -269 | 16  |

|  | Qualifiés pour la phase finale (no 1, no 2). |
|  | Relégués en Fédérale 2 (no 3, no 4). |
|  | V : Victoires • N : Matches Nuls • D : Défaites • BO : Bonus offensifs • BD : Bonus défensifs • PP : Points Pour (marqués) • PC : Points Contre (encaissés) • Diff : Différence de points |

### Poule 2
| Rang | Club          | J  | V  | N | D  | Bo | Bd | Pm  | Pe  | Diff | Pts |
| ---- | ------------- | -- | -- | - | -- | -- | -- | --- | --- | ---- | --- |
| 1    | Dijon         | 20 | 10 | 2 | 8  | 3  | 3  | 367 | 361 | +6   | 50  |
| 2    | Tournefeuille | 20 | 7  | 1 | 12 | 3  | 5  | 347 | 418 | -71  | 38  |
| 3    | Mauléon       | 20 | 7  | 1 | 12 | 0  | 6  | 281 | 379 | -98  | 36  |
| 4    | Mazamet       | 20 | 5  | 2 | 13 | 0  | 5  | 294 | 432 | -138 | 29  |

|  | Qualifiés pour la phase finale (no 1, no 2). |
|  | Relégués en Fédérale 2 (no 3, no 4). |
|  | V : Victoires • N : Matches Nuls • D : Défaites • BO : Bonus offensifs • BD : Bonus défensifs • PP : Points Pour (marqués) • PC : Points Contre (encaissés) • Diff : Différence de points |

### Poule 3
| Rang | Club            | J  | V  | N | D  | Bo | Bd | Pm  | Pe  | Diff | Pts |
| ---- | --------------- | -- | -- | - | -- | -- | -- | --- | --- | ---- | --- |
| 1    | Romans          | 20 | 11 | 0 | 9  | 3  | 3  | 428 | 357 | +71  | 50  |
| 2    | Morlaàs         | 20 | 9  | 1 | 10 | 1  | 4  | 317 | 377 | -60  | 43  |
| 3    | Chambéry        | 20 | 6  | 1 | 13 | 0  | 6  | 292 | 445 | -153 | 32  |
| 4    | Vallée du Girou | 20 | 3  | 1 | 16 | 0  | 4  | 227 | 535 | -308 | 18  |

|  | Qualifiés pour la phase finale (no 1, no 2). |
|  | Relégués en Fédérale 2 (no 3, no 4). |
|  | V : Victoires • N : Matches Nuls • D : Défaites • BO : Bonus offensifs • BD : Bonus défensifs • PP : Points Pour (marqués) • PC : Points Contre (encaissés) • Diff : Différence de points |

### Poule 4
| Rang | Club              | J  | V  | N | D  | Bo | Bd | Pm  | Pe  | Diff | Pts |
| ---- | ----------------- | -- | -- | - | -- | -- | -- | --- | --- | ---- | --- |
| 1    | La Seyne          | 20 | 11 | 0 | 9  | 3  | 4  | 435 | 376 | +59  | 51  |
| 2    | Lourdes           | 20 | 11 | 0 | 9  | 0  | 3  | 290 | 331 | -41  | 47  |
| 3    | Saint-Jean-de-Luz | 20 | 8  | 2 | 10 | 2  | 8  | 362 | 287 | +75  | 46  |
| 4    | Poitiers          | 20 | 1  | 1 | 18 | 0  | 5  | 150 | 497 | -347 | 7   |

|  | Qualifiés pour la phase finale (no 1, no 2). |
|  | Relégués en Fédérale 2 (no 3, no 4). |
|  | V : Victoires • N : Matches Nuls • D : Défaites • BO : Bonus offensifs • BD : Bonus défensifs • PP : Points Pour (marqués) • PC : Points Contre (encaissés) • Diff : Différence de points |

### Poule 5
| Rang | Club                   | J  | V  | N | D  | Bo | Bd | Pm  | Pe  | Diff | Pts |
| ---- | ---------------------- | -- | -- | - | -- | -- | -- | --- | --- | ---- | --- |
| 1    | Le Bugue               | 20 | 9  | 0 | 11 | 6  | 7  | 409 | 336 | +73  | 49  |
| 2    | Orthez                 | 20 | 10 | 1 | 9  | 2  | 5  | 355 | 395 | -40  | 49  |
| 3    | Saint-Médard-en-Jalles | 20 | 10 | 0 | 10 | 2  | 5  | 355 | 358 | -3   | 48  |
| 4    | Épernay                | 20 | 0  | 0 | 20 | 0  | 2  | 214 | 805 | -591 | 2   |

|  | Qualifiés pour la phase finale (no 1, no 2). |
|  | Relégués en Fédérale 2 (no 3, no 4). |
|  | V : Victoires • N : Matches Nuls • D : Défaites • BO : Bonus offensifs • BD : Bonus défensifs • PP : Points Pour (marqués) • PC : Points Contre (encaissés) • Diff : Différence de points |

### Poule 6
| Rang | Club       | J  | V  | N | D  | Bo | Bd | Pm  | Pe  | Diff | Pts |
| ---- | ---------- | -- | -- | - | -- | -- | -- | --- | --- | ---- | --- |
| 1    | Oloron     | 20 | 10 | 1 | 9  | 2  | 6  | 417 | 352 | +65  | 50  |
| 2    | Niort      | 20 | 10 | 0 | 10 | 2  | 5  | 362 | 338 | +24  | 47  |
| 3    | Tours      | 20 | 9  | 1 | 10 | 2  | 5  | 322 | 362 | -40  | 45  |
| 4    | Bédarrides | 20 | 2  | 0 | 18 | 1  | 4  | 299 | 632 | -333 | 13  |

|  | Qualifiés pour la phase finale (no 1, no 2). |
|  | Relégués en Fédérale 2 (no 3, no 4). |
|  | V : Victoires • N : Matches Nuls • D : Défaites • BO : Bonus offensifs • BD : Bonus défensifs • PP : Points Pour (marqués) • PC : Points Contre (encaissés) • Diff : Différence de points |

### Phase finale
Les quarts de finale et demi-finales se jouent en match aller-retour. Les points marqués lors de chaque match sont séparés par une barre verticale « | ». Le vainqueur est celui qui a marqué le plus de points sur l'ensemble des deux rencontres.
|  | Huitièmes de finale | Huitièmes de finale |          |          | Quarts de finale | Quarts de finale |  |  | Demi-finales | Demi-finales |  |  | Finale | Finale |
|  | Huitièmes de finale | Huitièmes de finale |          |          | Quarts de finale | Quarts de finale |  |  | Demi-finales | Demi-finales |  |  | Finale | Finale |
|  |                     |                     |          |          |                  |                  |  |  |              |              |  |  |        |        |
|  |                     |                     |          |          |                  |                  |  |  |              |              |  |  |        |        |
|  |                     |                     |          |          |                  |                  |  |  |              |              |  |  |        |        |
|  | Lille               | 34                  |          |          |                  |                  |  |  |              |              |  |  |        |        |
|  | Lille               | 34                  |          |          |                  |                  |  |  |              |              |  |  |        |        |
|  | Lourdes             | 14                  |          |          |                  |                  |  |  |              |              |  |  |        |        |
|  | Lourdes             | 14                  | Lille    | 24 \| 22 |                  |                  |  |  |              |              |  |  |        |        |
|  |                     |                     | Lille    | 24 \| 22 |                  |                  |  |  |              |              |  |  |        |        |
|  |                     | Orléans             | 26 \| 27 |          |                  |                  |  |  |              |              |  |  |        |        |
|  | -                   | Orléans             | 26 \| 27 | -        |                  |                  |  |  |              |              |  |  |        |        |
|  | -                   |                     |          | -        |                  |                  |  |  |              |              |  |  |        |        |
|  | Orléans             | -                   |          |          |                  |                  |  |  |              |              |  |  |        |        |
|  | Orléans             | -                   | Orléans  | 22 \| 33 |                  |                  |  |  |              |              |  |  |        |        |
|  |                     |                     | Orléans  | 22 \| 33 |                  |                  |  |  |              |              |  |  |        |        |
|  |                     | Oloron              | 17 \| 27 |          |                  |                  |  |  |              |              |  |  |        |        |
|  | Tournefeuille       | Oloron              | 17 \| 27 | 14       |                  |                  |  |  |              |              |  |  |        |        |
|  | Tournefeuille       |                     |          | 14       |                  |                  |  |  |              |              |  |  |        |        |
|  | Oloron              | 28                  |          |          |                  |                  |  |  |              |              |  |  |        |        |
|  | Oloron              | 28                  | Oloron   | 24 \| 19 |                  |                  |  |  |              |              |  |  |        |        |
|  |                     |                     | Oloron   | 24 \| 19 |                  |                  |  |  |              |              |  |  |        |        |
|  |                     | Romans              | 16 \| 24 |          |                  |                  |  |  |              |              |  |  |        |        |
|  | -                   | Romans              | 16 \| 24 | -        |                  |                  |  |  |              |              |  |  |        |        |
|  | -                   |                     |          | -        |                  |                  |  |  |              |              |  |  |        |        |
|  | Romans              | -                   |          |          |                  |                  |  |  |              |              |  |  |        |        |
|  | Romans              | -                   | Orléans  | 15       |                  |                  |  |  |              |              |  |  |        |        |
|  |                     |                     | Orléans  | 15       |                  |                  |  |  |              |              |  |  |        |        |
|  |                     | La Seyne            | 22       |          |                  |                  |  |  |              |              |  |  |        |        |
|  | Niort               | La Seyne            | 22       | 20       |                  |                  |  |  |              |              |  |  |        |        |
|  | Niort               |                     |          | 20       |                  |                  |  |  |              |              |  |  |        |        |
|  | Orthez              | 5                   |          |          |                  |                  |  |  |              |              |  |  |        |        |
|  | Orthez              | 5                   | Niort    | 16 \| 16 |                  |                  |  |  |              |              |  |  |        |        |
|  |                     |                     | Niort    | 16 \| 16 |                  |                  |  |  |              |              |  |  |        |        |
|  |                     | La Seyne            | 15 \| 50 |          |                  |                  |  |  |              |              |  |  |        |        |
|  | -                   | La Seyne            | 15 \| 50 | -        |                  |                  |  |  |              |              |  |  |        |        |
|  | -                   |                     |          | -        |                  |                  |  |  |              |              |  |  |        |        |
|  | La Seyne            | -                   |          |          |                  |                  |  |  |              |              |  |  |        |        |
|  | La Seyne            | -                   | La Seyne | 12 \| 22 |                  |                  |  |  |              |              |  |  |        |        |
|  |                     |                     | La Seyne | 12 \| 22 |                  |                  |  |  |              |              |  |  |        |        |
|  |                     | Dijon               | 6 \| 12  |          |                  |                  |  |  |              |              |  |  |        |        |
|  | Morlaàs             | Dijon               | 6 \| 12  | 18       |                  |                  |  |  |              |              |  |  |        |        |
|  | Morlaàs             |                     |          | 18       |                  |                  |  |  |              |              |  |  |        |        |
|  | Le Bugue            | 23                  |          |          |                  |                  |  |  |              |              |  |  |        |        |
|  | Le Bugue            | 23                  | Le Bugue | 29 \| 5  |                  |                  |  |  |              |              |  |  |        |        |
|  |                     |                     | Le Bugue | 29 \| 5  |                  |                  |  |  |              |              |  |  |        |        |
|  |                     | Dijon               | 19 \| 46 |          |                  |                  |  |  |              |              |  |  |        |        |
|  | -                   | Dijon               | 19 \| 46 | -        |                  |                  |  |  |              |              |  |  |        |        |
|  | -                   |                     |          | -        |                  |                  |  |  |              |              |  |  |        |        |
|  | Dijon               | -                   |          |          |                  |                  |  |  |              |              |  |  |        |        |
|  | Dijon               | -                   |          |          |                  |                  |  |  |              |              |  |  |        |        |

## Promotions et relégations

### Clubs Promus en Pro D2
- US Carcassonne XV (Carcassonne)[1]
- CA Saint-Étienne (Saint-Étienne)[2]

### Clubs Relégués en Fédérale 2
- ES Montilienne (Monteux)
- US Montmélian (Montmélian)
- SC Mazamétain (Mazamet)
- SO Chambérien (Chambéry)
- Vallée du Girou XV (Pechbonnieu)
- Stade poitevin (Poitiers) (Relégué administrativement en Fédérale 3)
- Rugby Épernay Champagne (Épernay)
- AS Bédarrides (Bédarrides)
- RC Chalon (Chalon-sur-Saône) (Relégué administrativement en Fédérale 3)
- Marseille Vitrolles (Marseille) (Relégué administrativement en Fédérale 2)
- Le Bugue AC (Le Bugue) (Relégué administrativement en Fédérale 2 et mise en sommeil du club)